# بوب نيلسون (مخرج)
بوب نيلسون (بالإنجليزية: Bob Nelson)‏ هو كاتب سيناريو ومخرج أمريكي، ولد في 18 يوليو 1956 في ينكتون في الولايات المتحدة.

## وصلات خارجية
- بوب نيلسون على موقع IMDb (الإنجليزية)
- بوب نيلسون على موقع ألو سيني (الفرنسية)
- بوب نيلسون على موقع أول موفي (الإنجليزية)
- بوب نيلسون على موقع قاعدة بيانات الأفلام السويدية (السويدية)
- بوب نيلسون على موقع قاعدة بيانات الفيلم (الإنجليزية)
- بوب نيلسون على موقع كينوبويسك (الروسية)